# 東山高等学校 (韓国)
東山高等学校（ドンサンこうとうがっこう）は仁川広域市東区にある韓国の私立高等学校。

## 概要
1938年に仁川商業講習会を創立。1951年に法改正で東山高校に校名変更し現在に至る。
野球部は強豪で日本でもプレーした鄭珉台など多くのプロ野球選手を輩出している。

## 出身人物
- 鄭珉台 - プロ野球選手
- 宋志晩 - プロ野球選手
- 柳賢振 - プロ野球選手
- 朴京泰 - プロ野球選手
- 田俊鎬 - プロ野球選手
- 宋恩範 - プロ野球選手
- 鄭相昊 - プロ野球選手
- 崔志萬 - プロ野球選手
- 金慧成 - プロ野球選手